# Olivet, Mayenne

Olivet este o comună în departamentul Mayenne, Franța. În 2009 avea o populație de 424 de locuitori.